# Even Northug
Even Northug, född 26 september 1995, är en norsk längdskidåkare som representerar klubben Strindheim IL. Han är yngre bror till Petter Northug och Tomas Northug.

## Karriär
Even Northug tog brons i sprinten vid U23-VM år 2018. Han debuterade i världscupen i längdskidåkning år 2015. Han tog sin första pallplats i världscupen år 2023. Totalt har han i världscupen tagit sex podiumplaceringar men väntar på sin första seger.